# Cinclodes nigrofumosus
El churrete costero (Cinclodes nigrofumosus), también conocido como remolinera costera chilena, churrete costeño, molinero y changa, es una especie de ave paseriforme perteneciente al género Cinclodes de la familia Furnariidae. Es endémica de la costa del norte y centro de Chile.

## Distribución y hábitat
Se distribuye por el litoral de Chile desde Arica hasta Valdivia, inclusive isla Mocha e isla de los Pájaros, donde es considerada localmente bastante común en su hábitat natural, las costas rocosas.

## Descripción

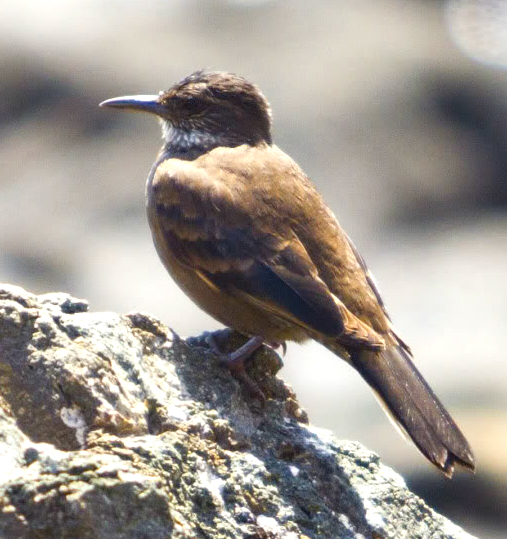

Similar al resto de especies del género Cinclodes, se destaca por ser oscuro, tener la línea superciliar muy delgada y la garganta y cuello blanquecinos. Pico y patas negras. Mide 27 cm de longitud.

## Sistemática

### Descripción original
La especie C. nigrofumosus fue descrita originalmente por los naturalistas franceses Alcide d'Orbigny y Frédéric de Lafresnaye en el año 1838, bajo el nombre científico «Uppucerthia nigro-fumosa»; su localidad tipo es: «Cobija, "Bolivia" (= norte de Chile)».

### Etimología
El nombre genérico masculino «Cinclodes» deriva del género Cinclus, que por su vez deriva del griego «kinklos»: ave desconocida a orilla del agua, y «oidēs»: que recuerda, que se parece; significando «que se parece a un Cinclus»; y el nombre de la especie «nigrofumosus», del latín «niger», negro y «fumosus», ahumado.

### Taxonomía
Los amplios estudios de las relaciones filogenéticas dentro género Cinclodes realizadas por Chesser (2004a), concluyeron por una nueva relación linear de las especies y sugieren que la especie Cinclodes taczanowskii debería ser tratada como conespecífica con la presente, con base en la muy débil distancia genética entre ellas, consistente con el bajo grado de diferenciación morfológica y comportamental entre estas dos especies hermanas, lo que ya había sido sugerido por autores anteriores. Estudios genético-moleculares posteriores de la familia Furnariidae corroboran lo expuesto e indican que este par es hermano de Cinclodes patagonicus.
La presente y C. taczanowskii difieren en su mentón y garganta blancos punteados de oscuro y no pardos estriados de blanco; el estriado blanco inferior más vivo; el plumaje pardo más vivo por arriba y por abajo; y tamaño algo mayor. Serían interesantes estudios de las condiciones donde las dos especies se aproximan geográficamente. Es monotípica.